# Campionato d'Asia per club 2000-2001
Il Campionato d'Asia per club 2000-01 venne vinto dal Suwon Samsung Bluewings (Corea del Sud).

## Primo turno

### Asia Occidentale
| Squadra 1       | Totale | Squadra 2        | Andata | Ritorno |
| --------------- | ------ | ---------------- | ------ | ------- |
| Al-Hilal        | 2-1    | Al-Karamah       | 2-1    | 0-0     |
| Al Ramtha       | 2-3    | Al-Salmiya       | 0-1    | 2-2     |
| Al-Ahli         | 0-1    | Al-Ahli          | 0-1    | 0-0     |
| Al-Ansar        | n.d.   | Al-Ittihad       | -      | -       |
| Al-Zawraa       | 2-5    | Al-Ain           | 2-1    | 0-4     |
| Al-Wakra        | 3-9    | Persepolis       | 2-4    | 1-5     |
| FC Irtysh       | 5-2    | Nisa Asgabat     | 3-1    | 2-1     |
| Varzob Dushanbe | n.d.   | Dustlik Tachkent | -      | -       |

### Asia Orientale
| Squadra 1                    | Totale | Squadra 2        | Andata | Ritorno |
| ---------------------------- | ------ | ---------------- | ------ | ------- |
| Polícia de Segurança Pública | 0-11   | Home United      | 0-5    | 0-6     |
| PSM Makassar                 | 4-1    | Sông Lam Nghệ An | 0-0    | 4-1     |

## Secondo turno

### Asia Occidentale
| Squadra 1  | Totale | Squadra 2       | Andata | Ritorno  |
| ---------- | ------ | --------------- | ------ | -------- |
| Al-Hilal   | 3-1    | Al-Salmiya      | 3-1    | 0-0      |
| Al-Ittihad | 8-2    | Al-Ahli         | 2-0    | 6-2      |
| Persepolis | 4-2    | Al-Ain          | 2-0    | 2-2(dts) |
| FC Irtysh  | 7-3    | Varzob Dushanbe | 4-1    | 3-2      |

### Asia Orientale
| Squadra 1               | Totale | Squadra 2            | Andata | Ritorno |
| ----------------------- | ------ | -------------------- | ------ | ------- |
| PSM Makassar            | 11-1   | Royal Thai Air Force | 6-1    | 5-0     |
| South China             | 2-6    | Júbilo Iwata         | 1-3    | 1-3     |
| Shandong Luneng         | 6-1    | Home United          | 3-0    | 3-1     |
| Suwon Samsung Bluewings | 2-1    | Hurriyya             | 2-1    | 0-0     |

## Quarti di finale

### Asia Occidentale
| Squadra    | Pti | G | V | N | P | GF | GS | DR |
| ---------- | --- | - | - | - | - | -- | -- | -- |
| Persepolis | 5   | 3 | 1 | 2 | 0 | 3  | 1  | +2 |
| FC Irtysh  | 5   | 3 | 1 | 2 | 0 | 2  | 1  | +1 |
| Al-Ittihad | 4   | 3 | 1 | 1 | 1 | 3  | 2  | +1 |
| Al-Hilal   | 1   | 3 | 0 | 1 | 2 | 1  | 5  | −4 |

| Iran 7 marzo 2001 | Al-Hilal | 0 – 0 | FC Irtysh | Tehran |

| Iran 7 marzo 2001 | Persepolis | 0 – 0 | Al-Ittihad | Tehran |

| Iran 9 marzo 2001 | Persepolis | 0 – 0 | FC Irtysh | Tehran |

| Iran 9 marzo 2001                                                           | Al-Ittihad | 2 – 0 | Al-Hilal | Tehran |
| \| \| \| \| \| Ali Hassan Al-Yami 23’ Sergio Ricardo 85’ \| Marcatori \| \| |            |       |          |        |
|                                                                             |            |       |          |        |
| Ali Hassan Al-Yami 23’ Sergio Ricardo 85’                                   | Marcatori  |       |          |        |

| Iran 11 marzo 2001                                                                    | Al-Ittihad | 1 – 2                          | FC Irtysh | Tehran |
| \| \| \| \| \| Mohammad Hwasawi 41’ \| Marcatori \| 14’, 25’ Nilton Pereira Mendes \| |            |                                |           |        |
|                                                                                       |            |                                |           |        |
| Mohammad Hwasawi 41’                                                                  | Marcatori  | 14’, 25’ Nilton Pereira Mendes |           |        |

| Iran 11 marzo 2001                                                                                           | Persepolis | 3 – 1            | Al-Hilal | Tehran |
| \| \| \| \| \| Ali Karimi 45’ Ali Ansarian 65’(rig) Hamed Kavianpour 69’ \| Marcatori \| 9’ Sami Al-Jaber \| |            |                  |          |        |
| |            |                  |          |        |
| Ali Karimi 45’ Ali Ansarian 65’(rig) Hamed Kavianpour 69’                                                    | Marcatori  | 9’ Sami Al-Jaber |          |        |

### Asia Orientale
| Squadra                 | Pti | G | V | N | P | GF | GS | DR  |
| ----------------------- | --- | - | - | - | - | -- | -- | --- |
| Júbilo Iwata            | 9   | 3 | 3 | 0 | 0 | 12 | 2  | +10 |
| Suwon Samsung Bluewings | 6   | 3 | 2 | 0 | 1 | 14 | 4  | +10 |
| Shandong Luneng         | 3   | 3 | 1 | 0 | 2 | 5  | 13 | −8  |
| PSM Makassar            | 0   | 3 | 0 | 0 | 3 | 2  | 14 | −12 |

| Indonesia 21 marzo 2001                                                                          | Suwon Samsung Bluewings | 0 – 3                                   | Júbilo Iwata | Makassar |
| \| \| \| \| \| Yang Jong-Hu 77’(aut.) \| Marcatori \| 14’ Toshiya Fujita 90’ Masashi Nakayama \| |                         |                                         |              |          |
|                                                                                                  |                         |                                         |              |          |
| Yang Jong-Hu 77’(aut.)                                                                           | Marcatori               | 14’ Toshiya Fujita 90’ Masashi Nakayama |              |          |

| Indonesia 21 marzo 2001                                                                                          | PSM Makassar | 1 – 3                                                 | Shandong Luneng | Makassar |
| \| \| \| \| \| Suwandi Hadi Siswoyo 90’ \| Marcatori \| 15’(rig) Li Xiaopeng 52’ Sergei Nagorniak 56’ Li Ming \| |              |                                                       |                 |          |
| |              |                                                       |                 |          |
| Suwandi Hadi Siswoyo 90’                                                                                         | Marcatori    | 15’(rig) Li Xiaopeng 52’ Sergei Nagorniak 56’ Li Ming |                 |          |

| Indonesia 23 marzo 2001 | PSM Makassar | 1 – 8                                                                                      | Suwon Samsung Bluewings | Makassar |
| \| \| \| \| \| Kurniawan Dwi Yulianto 35’ \| Marcatori \| 6’, 23’, 25’ Seo Jung-Won 11’, 18’ Sandro Cardoso 37’ Park Kun-Ha 45’(rig) 79’ Ko Jong-Soo \| |              |                                                                                            |                         |          |
| |              |                                                                                            |                         |          |
| Kurniawan Dwi Yulianto 35’ | Marcatori    | 6’, 23’, 25’ Seo Jung-Won 11’, 18’ Sandro Cardoso 37’ Park Kun-Ha 45’(rig) 79’ Ko Jong-Soo |                         |          |

| Indonesia 23 marzo 2001 | Júbilo Iwata | 6 – 2                       | Shandong Luneng | Makassar |
| \| \| \| \| \| Toshiya Fujita 29’(rig) Masashi Nakayama 42’, 43’, 56’ Aleksandar Živković 66’(rig) Daisuke Oku 78’ \| Marcatori \| 34’ Casiano 90’ Li Xiaopeng \| |              |                             |                 |          |
| |              |                             |                 |          |
| Toshiya Fujita 29’(rig) Masashi Nakayama 42’, 43’, 56’ Aleksandar Živković 66’(rig) Daisuke Oku 78’                                                               | Marcatori    | 34’ Casiano 90’ Li Xiaopeng |                 |          |

| Indonesia 25 marzo 2001                                                                                         | Shandong Luneng | 0 – 6                                                                         | Suwon Samsung Bluewings | Makassar |
| \| \| \| \| \| \| Marcatori \| 8’, 38’ Ko Jong-Soo 28’ Denis Laktionov 48’, 59’ Seo Dong-Won 82’ Sabo Zoltan \| |                 |                                                                               |                         |          |
| |                 |                                                                               |                         |          |
| | Marcatori       | 8’, 38’ Ko Jong-Soo 28’ Denis Laktionov 48’, 59’ Seo Dong-Won 82’ Sabo Zoltan |                         |          |

| Indonesia 25 marzo 2001                                                                    | PSM Makassar | 0 – 3                                                    | Júbilo Iwata | Makassar |
| \| \| \| \| \| \| Marcatori \| 37’ Naoki Naruo 56’ Tomoaki Seino 74’ Takahiro Yamanishi \| |              |                                                          |              |          |
|                                                                                            |              |                                                          |              |          |
|                                                                                            | Marcatori    | 37’ Naoki Naruo 56’ Tomoaki Seino 74’ Takahiro Yamanishi |              |          |

## Semifinali
| Corea del Sud 24 maggio 2001                       | Júbilo Iwata | 1 – 0 (dts) | FC Irtysh | Suwon |
| \| \| \| \| \| Jō Kanazawa 103’ \| Marcatori \| \| |              |             |           |       |
|                                                    |              |             |           |       |
| Jō Kanazawa 103’                                   | Marcatori    |             |           |       |

| Corea del Sud 24 maggio 2001                                                            | Persepolis | 1 – 2                            | Suwon Samsung Bluewings | Suwon |
| \| \| \| \| \| Hamed Kavianpour 12’ \| Marcatori \| 78’ Seo Jung-Won 90’ Park Kun-Ha \| |            |                                  |                         |       |
|                                                                                         |            |                                  |                         |       |
| Hamed Kavianpour 12’                                                                    | Marcatori  | 78’ Seo Jung-Won 90’ Park Kun-Ha |                         |       |

## Finale 3º-4º posto
| Corea del Sud 26 maggio 2001                                              | Persepolis | 2 – 0 | FC Irtysh | Suwon |
| \| \| \| \| \| Esmael Halali 17’ Hamid Reza Estili 34’ \| Marcatori \| \| |            |       |           |       |
|                                                                           |            |       |           |       |
| Esmael Halali 17’ Hamid Reza Estili 34’                                   | Marcatori  |       |           |       |

## Finale
| Corea del Sud 26 maggio 2001                         | Suwon Samsung Bluewings | 1 – 0 | Júbilo Iwata | Suwon |
| \| \| \| \| \| Sandro Cardoso 15’ \| Marcatori \| \| |                         |       |              |       |
|                                                      |                         |       |              |       |
| Sandro Cardoso 15’                                   | Marcatori               |       |              |       |

## Campioni
| Asian Club Championship 2000-01 Suwon Samsung Bluewings Primo Titolo |